# Levertin (släkt)
Levertin (svenskt uttal: lè:vertinn) var en svensk judisk släkt. Den härstammade från David Levertin, som tog sitt efternamn efter födelseorten Leeuwarden i Nederländerna och avled 1751 i Altona, vid Hamburg i Tyskland. Till Sverige kom släkten 1793 med sonsonen, fabriksidkaren och grosshandlaren Levin Jakob Levertin (1780–1869). Dennes son Jakob Levertin (1810–1887), den förste läkaren av judisk börd i Sverige, praktiserade i Stockholm. Han var far till Alfred Levertin och Ellen Levertin samt farbror till Oscar Levertin.
Esther Levertin (1904–1980), brorsdotter till Oscar Levertin, var den sista i släkten, som bar efternamnet Levertin. År 2022 var inga personer med efternamnet folkbokförda i Sverige.

## Personer med efternamnet Levertin
- Alfred Levertin (1843–1919), läkare
- Anna Levertin (1869–1960), författare och översättare
- Ellen Levertin (1847–1911), konstnär
- Esther Levertin (1904–1980), sångerska
- Oscar Levertin (1862–1906), författare, kulturskribent och litteraturhistoriker

## Släktträd (urval)
- Levin Jacob Levertin (1780–1869), grosshandlare [1]
  - Jacob Levertin (1819–1887), läkare [1]
    - Alfred Levertin (1843–1919), läkare, baleolog
    - Ellen Levertin (1847–1911), konstnär

  - Philip Wilhelm Levertin (1829–1899), konsthandlare [5]
    - Oscar Levertin (1862–1906), författare
    - Lars Levertin (1865–1940), rådman i Karlskrona [6]
      - Esther Levertin (1904–1980), sångerska

    - Anna Levertin (1869– 1960), författare och översättare